# Stehlikiana latercula
Stehlikiana latercula är en insektsart som beskrevs av Gustav Breddin 1901. Stehlikiana latercula ingår i släktet Stehlikiana och familjen dvärgstritar. Inga underarter finns listade i Catalogue of Life.